# Biathlon-Juniorenweltmeisterschaften 2007
Die Biathlon-Juniorenweltmeisterschaften 2007 (offiziell: IBU Youth/Junior World Championships Biathlon 2007) fanden vom 24. bis 31. Januar 2007 in der italienischen Gemeinde Martell im Biathlonzentrum Martelltal statt.

## Medaillenspiegel
| Platz | Land        |   |   |   |    |
| ----- | ----------- | - | - | - | -- |
| 1     | Deutschland | 5 | 3 | 3 | 11 |
| 2     | Russland    | 4 | 6 | 1 | 11 |
| 3     | Frankreich  | 4 | 1 | 6 | 11 |
| 4     | Belarus     | 1 | 2 | – | 3  |
| 5     | Österreich  | 1 | 1 | – | 2  |
| 6     | Polen       | 1 | – | – | 1  |
| 7     | Norwegen    | – | 3 | 3 | 6  |
| 8     | Slowenien   | – | – | 1 | 1  |
| 8     | Finnland    | – | – | 1 | 1  |
| 8     | Kanada      | – | – | 1 | 1  |

Endstand nach 16 Wettbewerben

## Ergebnisse

### Männliche Jugend
| Rang | Name                   |
| ---- | ---------------------- |
| 1    | Łukasz Szczurek        |
| 2    | Pawel Magasejew        |
| 3    | Jean-Guillaume Béatrix |
| 4    | Tarjei Bø              |
| 5    | Martin Fourcade        |
| 6    | Daniel Salvenmoser     |
| 7    | Yann Guigonnet         |
| 8    | Tobias Arwidson        |
| 9    | Scott Gow              |
| 10   | Magnus Hals            |

| Rang | Name                  |
| ---- | --------------------- |
| 1    | Talgat Goljaschow     |
| 2    | Dominik Landertinger  |
| 3    | Florian Graf          |
| 4    | Daniel Salvenmoser    |
| 5    | Tarjei Bø             |
| 6    | Serhij Semenow        |
| 7    | Fredrik Lindström     |
| 8    | Uladsimir Aljanischka |
| 9    | Martin Fourcade       |
| 10   | Sergei Sotnikow       |

| Rang | Name                   |
| ---- | ---------------------- |
| 1    | Florian Graf           |
| 2    | Tarjei Bø              |
| 3    | Talgat Goljaschow      |
| 4    | Dominik Landertinger   |
| 5    | Daniel Salvenmoser     |
| 6    | Sergei Sotnikow        |
| 7    | Jean-Guillaume Béatrix |
| 8    | Serhij Semenow         |
| 9    | Martin Fourcade        |
| 10   | Magnus L’Abée-Lund     |

| Rang | Nation                                                                  |
| ---- | ----------------------------------------------------------------------- |
| 1    | ÖsterreichDaniel Salvenmoser Benjamin Riedlsperger Dominik Landertinger |
| 2    | NorwegenEspen Aarvag Magnus L’Abée-Lund Tarjei Bø                       |
| 3    | FrankreichJean-Guillaume Béatrix Yann Guigonnet Martin Fourcade         |
| 4    | BelarusSjarhej Ruzewitsch Uladsimir Aljanischka Maksim Jelissejeu       |
| 5    | UkraineAndrij Wosnjak Witalij Kiltschyzkyj Serhij Semenow               |

### Weibliche Jugend
| Rang | Name               |
| ---- | ------------------ |
| 1    | Laure Bosc         |
| 2    | Xenija Kullikowa   |
| 3    | Marie-Laure Brunet |
| 4    | Frida Schneider    |
| 5    | Tamara Barič       |
| 6    | Marine Bolliet     |
| 7    | Lea Johanidesová   |
| 8    | Terézia Poliaková  |
| 9    | Elise Ringen       |
| 10   | Dorothea Wierer    |

| Rang | Name                |
| ---- | ------------------- |
| 1    | Laure Bosc          |
| 2    | Xenija Kullikowa    |
| 3    | Pinja Piira         |
| 4    | Marine Bolliet      |
| 5    | Ada Ringen          |
| 6    | Sorniza Kostadinowa |
| 7    | Elise Ringen        |
| 8    | Marine Dusser       |
| 9    | Tamara Barič        |
| 10   | Jana Bečajová       |

| Rang | Name               |
| ---- | ------------------ |
| 1    | Marie-Laure Brunet |
| 2    | Xenija Kullikowa   |
| 3    | Laure Bosc         |
| 4    | Elise Ringen       |
| 5    | Ada Ringen         |
| 6    | Tamara Barič       |
| 7    | Frida Schneider    |
| 8    | Pinja Piira        |
| 9    | Olga Wiluchina     |
| 10   | Marine Dusser      |

| Rang | Nation                                                     |
| ---- | ---------------------------------------------------------- |
| 1    | FrankreichLaure Bosc Marine Bolliet Marie-Laure Brunet     |
| 2    | RusslandOlga Wiluchina Xenija Kullikowa Nadeschda Grebnewa |
| 3    | NorwegenAda Ringen Karianne Grue Tufte Frida Schneider     |
| 4    | BelarusKarina Sawossik Marija Koslowskaja Wera Kalbjannok  |
| 5    | ÖsterreichElisabeth Mayer Anna Hufnagl Christina Gruber    |

### Junioren
| Rang | Name               |
| ---- | ------------------ |
| 1    | Jauhen Abramenka   |
| 2    | Anton Schipulin    |
| 3    | Klemen Bauer       |
| 4    | Daniel Böhm        |
| 5    | Simon Schempp      |
| 6    | Christoph Stephan  |
| 7    | Martin Eng         |
| 8    | Krassimir Anew     |
| 9    | Artjom Bossow      |
| 10   | Sebastian Berthold |

| Rang | Name                |
| ---- | ------------------- |
| 1    | Christoph Stephan   |
| 2    | Daniel Böhm         |
| 3    | Henrik L’Abée-Lund  |
| 4    | Simon Schempp       |
| 5    | Artem Pryma         |
| 6    | Martin Eng          |
| 7    | Witalij Koschuschko |
| 8    | Sven Grossegger     |
| 9    | Riccarda Romani     |
| 10   | Arild Askestad      |

| Rang | Name               |
| ---- | ------------------ |
| 1    | Christoph Stephan  |
| 2    | Daniel Böhm        |
| 3    | Simon Schempp      |
| 4    | Sebastian Berthold |
| 5    | Anton Schipulin    |
| 6    | Henrik L’Abée-Lund |
| 7    | Martin Eng         |
| 8    | Alexis Bœuf        |
| 9    | Tomáš Kuřík        |
| 10   | Wiktor Wassiljew   |

| Rang | Nation                                                                    |
| ---- | ------------------------------------------------------------------------- |
| 1    | DeutschlandDaniel Böhm Simon Schempp Sebastian Berthold Christoph Stephan |
| 2    | NorwegenMagnus Hals Henrik L’Abée-Lund Arlid Askestad Martin Eng          |
| 3    | KanadaMarc-André Bédard Yannick Letailleur Maxime Leboeuf Brendan Green   |
| 4    | ÖsterreichSven Grossegger Andreas Zelzer Andreas Schwabl Julian Eberhard  |
| 5    | UkraineWitalij Koschuschko Artem Pryma Serhij Lukasch Oleksandr Kolos     |

### Juniorinnen
| Rang | Name                    |
| ---- | ----------------------- |
| 1    | Jewgenija Sedowa        |
| 2    | Carolin Hennecke        |
| 3    | Anaïs Bescond           |
| 4    | Pauline Macabies        |
| 5    | Swetlana Slepzowa       |
| 6    | Franziska Hildebrand    |
| 7    | Jekaterina Schumilowa   |
| 8    | Juliane Döll            |
| 9    | Julie Bonnevie-Svendsen |
| 10   | Megan Imrie             |

| Rang | Name                    |
| ---- | ----------------------- |
| 1    | Swetlana Slepzowa       |
| 2    | Darja Domratschawa      |
| 3    | Anaïs Bescond           |
| 4    | Jelena Kossak           |
| 5    | Jewgenija Sedowa        |
| 6    | Olena Pidhruschna       |
| 7    | Juliane Döll            |
| 8    | Julie Bonnevie-Svendsen |
| 9    | Marie Dorin             |
| 10   | Pauline Macabies        |

| Rang | Name                    |
| ---- | ----------------------- |
| 1    | Swetlana Slepzowa       |
| 2    | Darja Domratschawa      |
| 3    | Juliane Döll            |
| 4    | Pauline Macabies        |
| 5    | Jelena Kossak           |
| 6    | Julie Bonnevie-Svendsen |
| 7    | Anaïs Bescond           |
| 8    | Jekaterina Schumilowa   |
| 9    | Carolin Hennecke        |
| 10   | Marie Dorin             |

| Rang | Nation                                                                   |
| ---- | ------------------------------------------------------------------------ |
| 1    | DeutschlandFranziska Hildebrand Juliane Döll Carolin Hennecke            |
| 2    | FrankreichAnaïs Bescond Marion Blondeau Pauline Macabies                 |
| 3    | NorwegenVilde Ravnsborg Gurigard Kjersti Isaksen Julie Bonnevie-Svendsen |
| 4    | RusslandSwetlana Slepzowa Jelena Kossak Jewgenija Sedowa                 |
| 5    | FinnlandPinja Piira Susanna Porela Mari Laukkanen                        |